# Государственная служба морского и речного транспорта Туркменистана

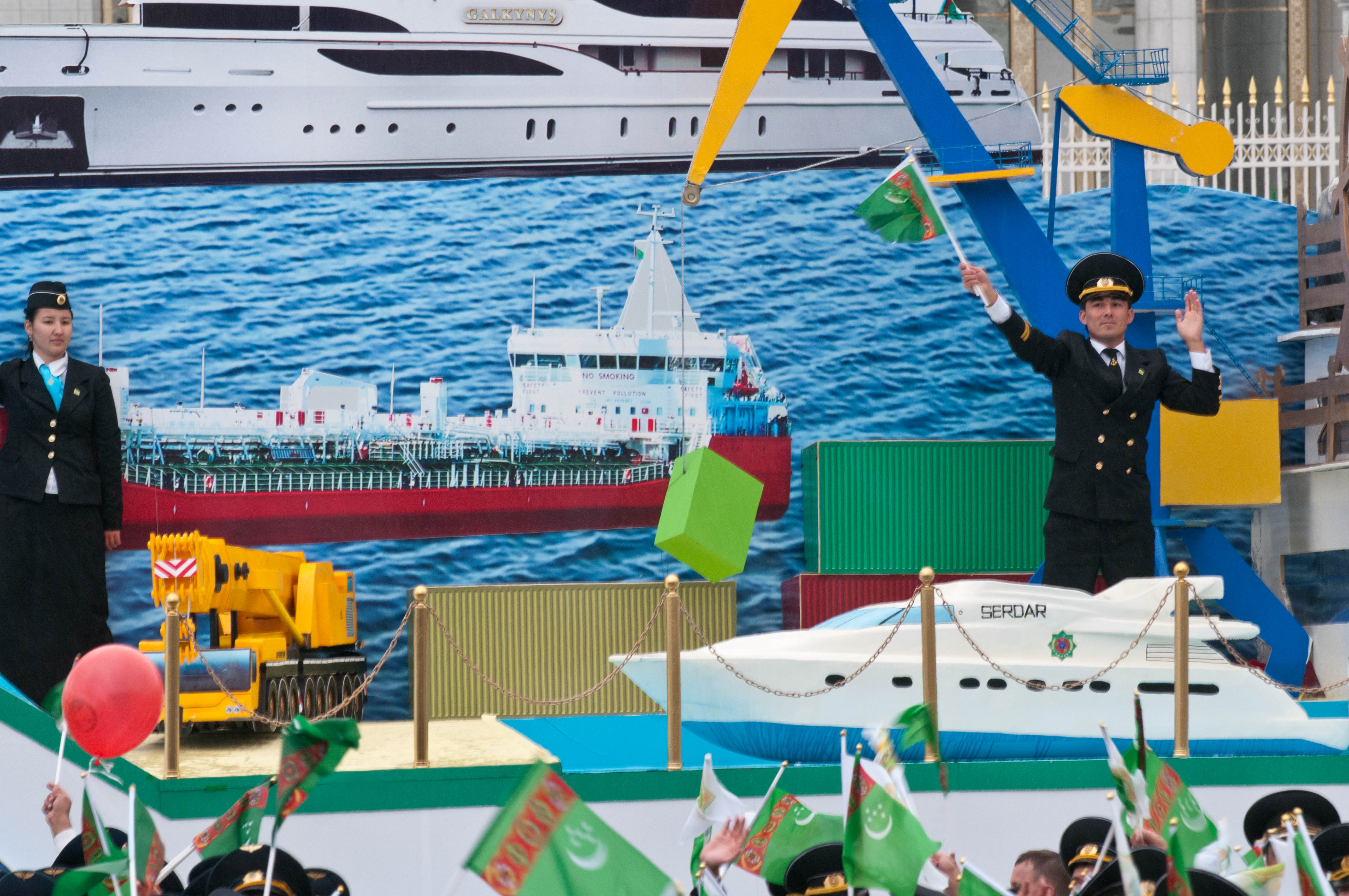
Работники службы морского и речного транспорта Туркменистана

Агентство «Туркмендениздеряйоллары» Туркменистана (туркм. Türkmenistanyň "Türkmendenizderýaýollary" Agentligi) — орган исполнительной власти, осуществляющий функции по оказанию государственных услуг и управлению госимуществом в сфере морского и речного транспорта. Создан на базе управления «Туркмендениздеряеллары» в 2010 году.
Руководитель — Агамурат Байрамгелдиевич Хайытмурадов.
Оригинальное здание Агентства "Туркмендениздеряйоллары"  (бывш.Государственной службы морского и речного транспорта Туркменистана) в виде рыболовецкого траулера построено в 2009 году.

## Деятельность
Суда задействованы на грузоперевозках вдоль побережья Каспийского моря и совершают регулярные рейсы в Махачкалу (Россия), Энзели и Нэка (Иран), доставляя зарубежным потребителям дизельное топливо, автомобильный бензин, мазут и другие нефтепродукты.

## Флот
Начиная с 2009 года на российском заводе Красное Сормово было построено шесть нефтеналевных танкеров «Сумбар», «Хазар», «Джейхун», «Этрек», «Аладжа», «Кенар», а так же танкер «Битарап» построенный на эстонском заводе Reval Shipbuilding. В 2014 году прибыли два новых буксирных судна — «Алем» и «Джахан», паром «Беркарар» класса RO-PAX построенный на судоверфи «Uljanik» и три промыслово-транспортных рыбоморозильных судна «Берекет», «Балыкчи» и «Гарлавач» построенные на китайском заводе «Тай Чжоу Коуань».